# Kvinnlig rösträtt i USA

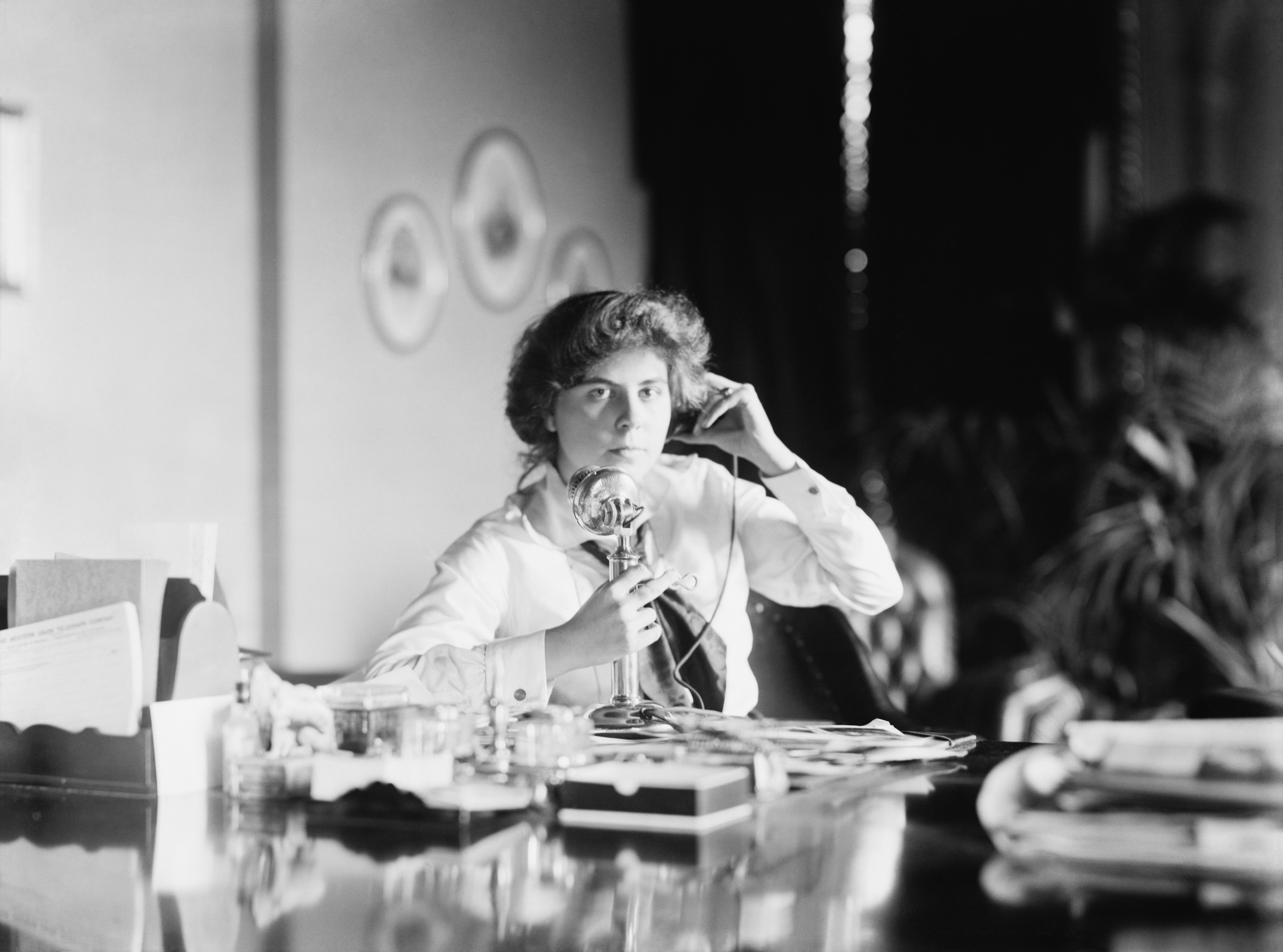
Suffragetten Genevieve Clark. 1914 meddelade hennes far Champ Clark, talman i USA:s representanthus, sitt stöd för vad som blev 19:e tillägget.

Kvinnlig rösträtt i USA infördes gradvis, på statlig och lokal nivå, under sent 1800-tal och tidigt 1900-tal. Kulmen nåddes 1920 då man antog 19:e tillägget till USA:s konstitution, med innebörden "Medborgarrätten i USA skall inte, i någon delstat, baseras på kön."

## Federal rösträtt
Frågan om rösträtt för kvinnor togs för första gången upp i Konferensen i Seneca Falls 1848: därefter samlades National Woman's Rights Convention varje år fram till att American Equal Rights Association bildades 1866. När denna prioriterade svarta mäns rösträtt framför kvinnors bildades 1869 National Woman Suffrage Association (NWSA) och American Woman Suffrage Association (AWSA), som båda 1890 uppgick i National American Woman Suffrage Association, som ledde rörelsen tills målet uppnåddes 1920.
På nationell nivå infördes kvinnlig rösträtt 1920, efter beslut från högsta domstolen. Det första presidentvalet i USA där samtliga kvinnor i alla delstater enligt lag tilläts delta var i november 1920. Denna rätt infördes för alla kvinnor, även svarta kvinnor, men i praktiken kunde svarta kvinnor på grund av de sk Jim Crow-lagarna sällan använda sin rösträtt i Sydstaterna. Det var dock inte för att de var kvinnor utan för att de var svarta: svarta män hade på samma sätt också formellt rösträtt, men kunde i praktiken sällan använda den på grund av rasdiskriminering. Svarta kvinnor fick (på samma villkor som svarta män) i vissa delstater i praktiken vänta på att utöva sin rösträtt till 1965, då Voting Rights Act genomdrevs.

## Regional rösträtt
Kvinnlig rösträtt infördes i flera delstater innan det infördes på nationell nivå.

### Kalifornien
Kalifornien gav kvinnorna rösträtt 1911, då Proposition 4 antogs. Clara Elizabeth Chan Lee (21 oktober 1886 – 5 oktober 1993) blev första sinoamerikanska kvinna att rösta i USA. Hon registrerades att rösta den 8 november 1911 i Kalifornien.

### New Jersey
Vid USA:s grundande 1776 införde New Jersey könsneutral rösträtt, även om rösträtten var begränsad på socioekonomiska och etniska grunder, vilket 1807 ersattes med allmän manlig rösträtt.

### Puerto Rico
Kravet drevs på Puerto Rico av bland annat Liga Femínea Puertorriqueña (Liga Social Sufragista). Rösträtt för kvinnor infördes i USA 1920, och eftersom Puerto Rico var en amerikansk besittning, därför kravet att reformen borde gälla även på Puerto Rico. Milagros Benet de Mewton drev från 1924 en stämning för detta ändamål; 1928 vände hon sig direkt till USA:s kongress, och 1929 infördes villkorlig rösträtt för litterata kvinnor (1936 infördes allmän rösträtt för kvinnor).

### Wyoming
Wyomingterritoriet införde fullständig rösträtt för alla myndiga 1869, inklusive kvinnor, och har behållit det sedan dess. Republikanen Jeannette Rankin invaldes som första kvinna i den federala kongressen 1917.

## Galleri

Women's Suffrage Flag (United States)
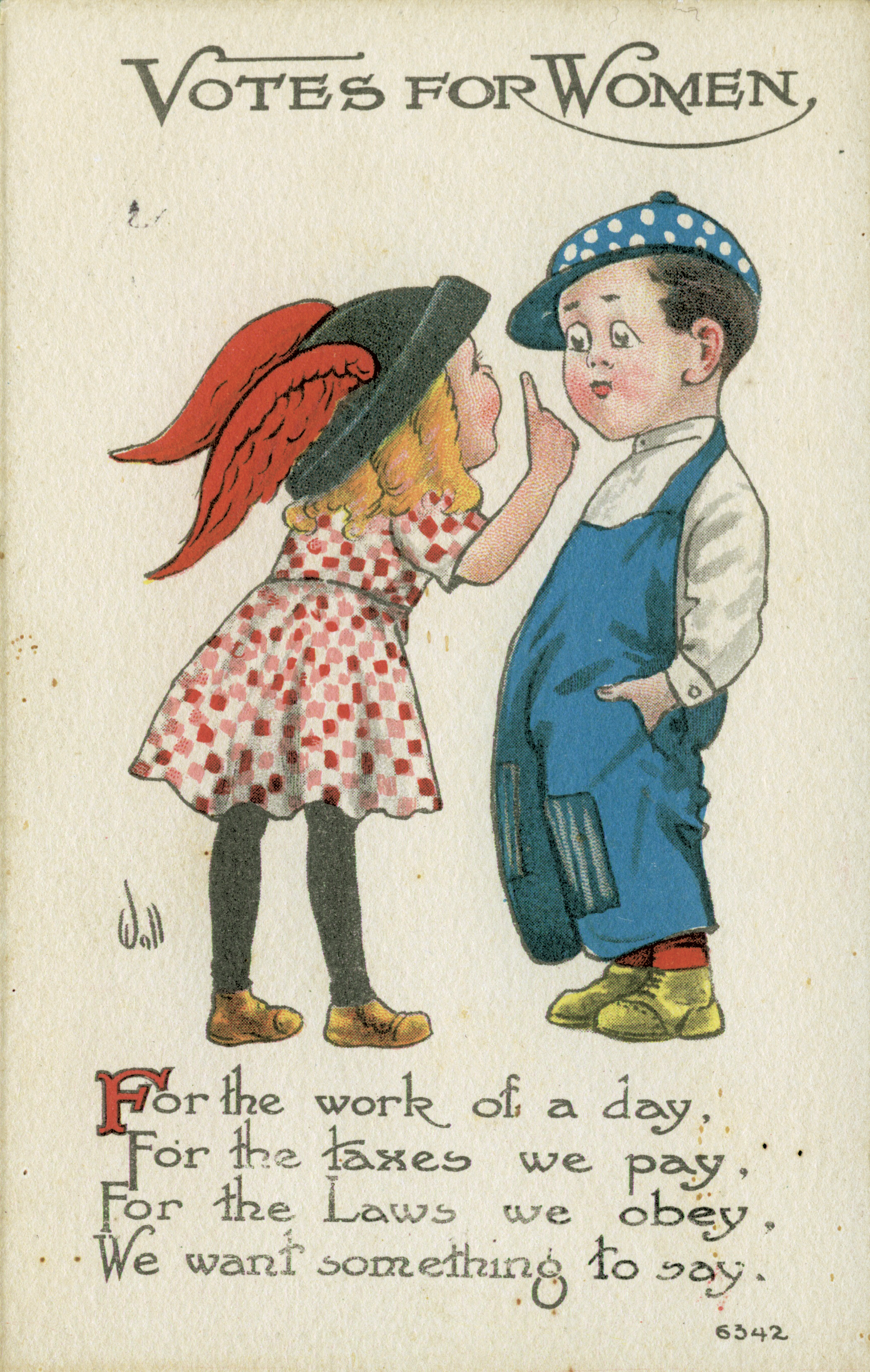
Votes for women
LAFAYETTE, MARQUIS DE. SUFFRAGETTE DEMONSTRATION AT STATUE.
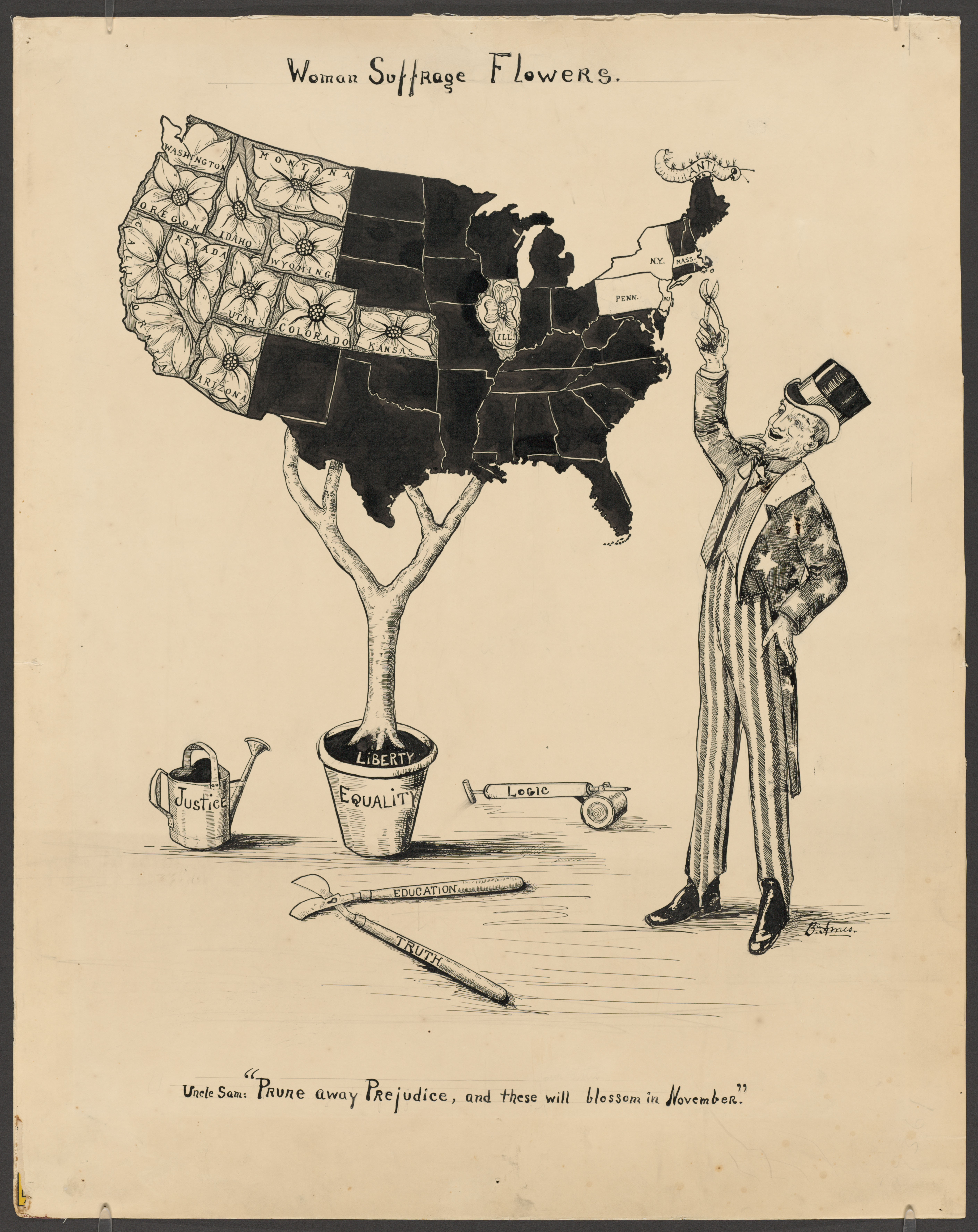
"Women Suffrage Flowers," poster by Blanche Ames c. 1910s
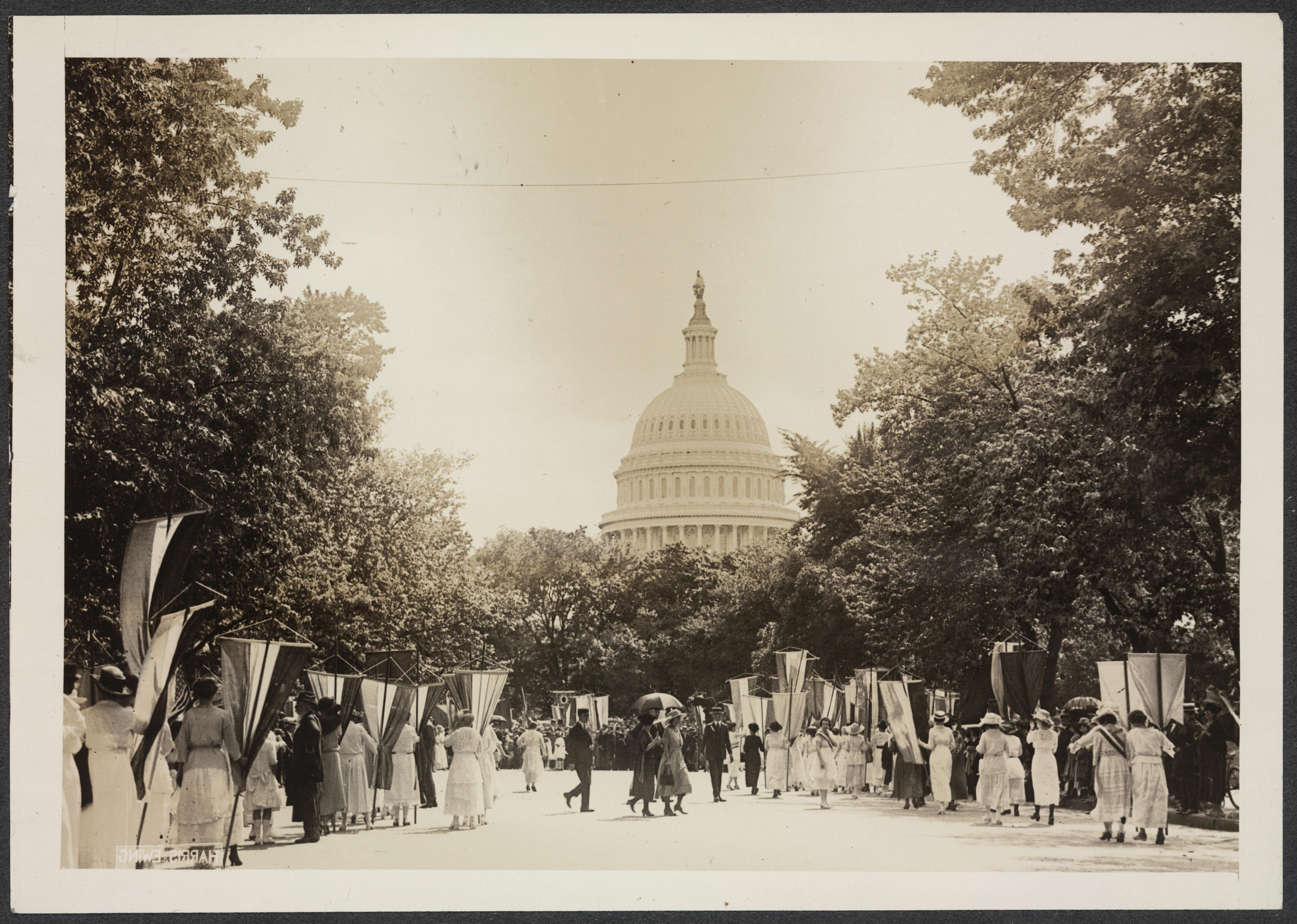
National Woman's Party members walking with banners 159021v
Henry Mayer, The Awakening, 1915 Cornell CUL PJM 1176 01 - Restoration